# 古裝 (戲曲服裝)

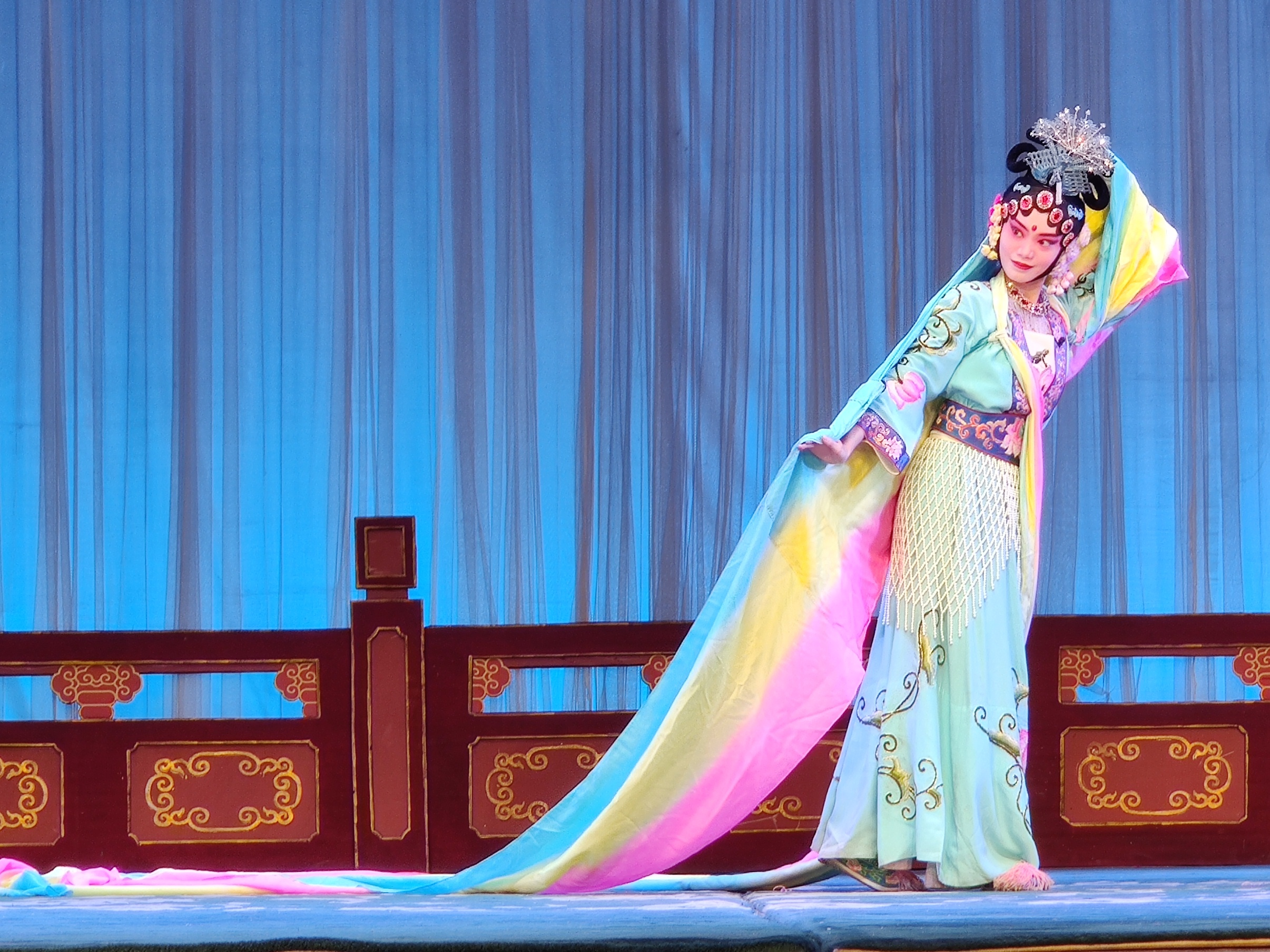
梅兰芳代表作《天女散花》中的天女为典型的古装造型

古裝，為區別於傳統戲衣的表現古代女子之新式戲曲服裝。1915年由梅蘭芳所創始，先在《嫦娥奔月》等神話戲中進行嘗試，後擴大運用於紅樓戲及其他戲曲中，塑造了嫦娥、林黛玉、虞姬、洛神、西施等人之藝術形像。
這類服裝，是以古仕女畫和雕塑為參考，結合歌舞表演的需要而設計、製作。

## 特色
與傳統戲衣相比，差別有：
1. 傳統的旦角服裝繼承了明末流行的女裝樣式，為衣長裙短，古裝則是如宋或之前的女服那樣衣短裙長。
2. 傳統的扮法，繼承明代襖裙樣式，衣在裙外，古裝則相反，如宋代或之前襦裙的穿法那樣，裙子多繫在上衣的外面，從而加強了胸、腰部位的刻畫。
3. 傳統的寬袖戲衣之袖子是袖根寬大的直袖，古裝之袖子，從肥口往上窄，窄到抬肩，愈收愈小，做成斜角形，其水袖也比一般戲衣的要長些。
4. 古裝在用料、用色和花紋裝飾上，也比傳統戲衣輕盈、澹雅、瀟灑。
5. 穿古裝時，髮式也作了改變，不梳傳統的“大頭”，而梳“古裝頭”，使髮髻不在腦後而在頭頂，梳成“呂”字形或“品”字形等，後面用披著的長髮代替“線尾子”。